# Juan Casado Morcillo
Juan Casado Morcillo (Don Benito, 3 de diciembre de 1901 - Valdivia, 10 de mayo de 1939) fue un político español, último gobernador civil de la provincia de Badajoz durante la Segunda República Española.

## Infancia y juventud
Fue el tercero de cinco hermanos. Sus padres Joaquín Casado Sánchez y Antonia Morcillo Rodríguez pertenecían a la clase trabajadora y sencilla.
En su juventud adquiere un cierto nivel cultural y una notable formación intelectual debido a su afán por saber, por adquirir conocimientos y desentrañar la verdad de las cosas, este afán se tradujo en la lectura, crítica y ponderada, de cuantos libros caían en sus manos. Fue un idealista entregado e inteligente, que trabajó en una droguería, y posteriormente en la Cooperativa de Zapateros de la Casa del Pueblo en Don Benito
.
En 1922 se alistó en el Ejército en la Caja de Reclutas de Villanueva de la Serena (Badajoz). Intervino en la guerra de África, en la que fue hecho prisionero por las tropas de Abd el-Krim en lo que hoy sería Marruecos. En su cautiverio fue tratado con cierta benevolencia gracias a sus conocimientos elementales sobre salud y medicina. Se evadió de su cautiverio en unión de cuatro compañeros. Caminando de noche y escondiéndose de día lograron alcanzar las avanzadillas españolas, llegaron en un estado lamentable.

## Carrera y madurez
Licenciado del ejército volvió a su ciudad natal. En 1926 ingresó en el Ayuntamiento de Don Benito como ordenanza de Arbitrios. El 30 de mayo de 1927 consigue plaza en propiedad, en virtud de las oposiciones celebradas ese día.
El 12 de mayo de 1929 contrajo matrimonio con Fernanda Gallego Gallego, de cuya unión nacieron tres hijos.
Fue miembro de la UGT, perteneció al Comité Provincial de la UGT de Badajoz en 1932.
En 1937 fue nombrado administrador de Rentas en propiedad, cargo del que no llegó a tomar posesión.
Su vida política se desarrolló como afiliado al PSOE, donde tuvo una destacada actuación en lucha contra el sistema caciquil y contra la injusticia social imperante en aquel tiempo; usando para esa lucha: la pluma, la palabra y, sobre todo, su ejemplo. 
Fue secretario general del PSOE en Don Benito.
Practicó la tolerancia y la comprensión hacia la persona. Defendió la vida de sus semejantes aún a costa de poner en peligro, en algunos momentos, la suya propia.
El 13 de diciembre de 1936 fue nombrado gobernador civil de la provincia de Badajoz, cargo que ocupó hasta la terminación de la guerra civil española. Este cargo lo desempeñó hasta finales de 1938. El Gobierno Civil tuvo su sede en Castuera, por lo que esta ciudad se convertiría en la capital de la Extremadura Republicana.

Una vez terminados los combates, el terror se usó como un instrumento de control social de los vencidos
La violencia fue "la médula espinal" de la dictadura de Franco. Los asesinatos arbitrarios, los "paseos" 
y la "ley de fugas" se mezclaron con el terror institucionalizado y "legalizado" por el nuevo Estado. 
No menos de 50.000 personas fueron ejecutadas en los diez años que siguieron al final oficial de la guerra.
La familia Casado sufre en sus carnes este tipo de represalias.
Dos de sus hermanos Antonio y Diego Casado fueron detenidos y fusilados en uno de los muros del cementerio de Don Benito, sus cuerpos descansan en una fosa común junto a más de cien ejecutados. El hermano pequeño José Casado murió durante la guerra en el frente en El Puente del Arzobispo (Toledo).
En mayo de 1939 Juan Casado fue detenido, torturado y fusilado en el Castillo de la Encomienda en Valdivia (Badajoz), su muerte se produjo el día 10 de mayo, a día de hoy sus familiares desconocen donde reposan sus restos mortales. Don Benito tiene dedicada una calle a su nombre.
De los cinco hermanos que formaban la familia Casado Morcillo en 1936, acabó quedando solo un superviviente a mediados de 1939, Francisco Casado, quien quedó en libertad después de ser detenido en varias ocasiones.